# Generation Orbit X-60
Generation Orbit X-60 původně GOLauncher1 nebo zkráceně GO1 je americký hypersonický testovací prostředek vyvíjený firmou Generation Orbit. Jedná se o raketu na kapalné palivo vypouštěnou ze vzduchu, která se má pohybovat rychlostmi od Mach 5 až po Mach 8. Za vývoj X-60 zodpovídá divize vysokorychlostních systémů pod AFRL. Projekt X-60 je součástí programu Small Business Innovative Research (SBIR) Letectva Spojených států (USAF). Jde o první projekt SBIR, který dostal označení X. Pro USAF se jedná o důležitý projekt, protože má posloužit při vývoji hypersonických střel. Má posloužit jako levný prostředek pro zkoušení technologií při hypersonických rychlostech.
Předpokládá se, že jeden hypersonický let vyjde s X-60 na částku do 5 milionů USD, bez nákladů na testovaný hardware.

## Konstrukce
X-60A je jednostupňová raketa, která využívá motor Hadley od Ursa Major Technology na kapalné palivo. Motor má generovat tah 22,24 kN ve výšce nad hladinou moře. Má adaptabilní přední část pro provádění experimentů. Raketa X-60A je vybavena malým delta křídlem, které má zlepšit manévrovatelnost prostředku. X-60 má být schopná nést užitečné zatížení o hmotnosti 91 kg pro výzkumné lety ve velké výšce v prostředí mikrogravitace a až 318 kg pro hypersonické testovací lety.

## Vznik a vývoj
Společnost Generation Orbit získala v rámci programu SBIR 149 984 USD na vývoj hypersonického testovacího prostředku. Následující rok bylo společnosti Generation Orbit přispěno částkou 26 923 756 USD na předběžný návrh a počáteční testování hardwaru a softwaru pro  GOLauncher 1.
8. ledna 2018 GO1-ITA hmotnostní a tvarová maketa X-60A dokončila letové testy v podvěsu pod letadlem Gulfstream C-20A patřícím agentuře NASA. Během série tří zkušebních letů byly dosaženy požadované cíle, včetně manévru pro vypuštění rakety a X-60 (tehdy ještě GO1) získal osvědčení letové způsobilosti na letounu C-20A.
V říjnu roku 2018 bylo letounu přiděleno označení X-60.
Operační lety měly začít během roku 2019, ale k lednu 2022 o nich není veřejně dostupný záznam.
Na počátku roku 2020 dokončovala společnost Generation Orbit pozemní motorové zkoušky X-60.

## Varianty
- X-60A
- X-60B
- X-60C

## Specifikace (X-60A)
Dle údajů výrobce

### Technické údaje
- Délka boosteru: 4,9 m (16 ft)
- Délka nákladu: 3,05 m (10,0 ft)
- Rozpětí: 1,7 m (5,6 ft)
- Hmotnost: 1 400 kg (3 100 lb)
- Pohonná jednotka:  raketový motor Hadley od Ursa Major Technology na tekutý kyslík a kerosin o tahu 22,24 kN (5 000 lbf)[3]

### Výkony
Dle údajů AFRL
- Maximální rychlost: Mach 5 a více
- Operační dostup: 21 366 m (70 098 ft) – 39 624 m (130 000 ft)